# Coot Grant
Coot Grant, geboren als Leola B. Pettigrew (Birmingham, 17 juni 1893 - Riverside County, 26 december 1970), was een Amerikaanse singer-songwriter en gitariste.

## Carrière
Coot Grant was de artiestennaam van de zangeres Leola B. Pettigrew, die na haar huwelijk met Wesley Wilson, die ook muzikaal haar partner was, Leola Wilson heette. Ze ontmoetten elkaar in 1905. Daarvoor had ze als danseres opgetreden in vaudevillegroepen. Voor het uitbreken van de Eerste Wereldoorlog van 1914 had ze getoerd door Europa en Zuid-Afrika, waar ze door haar echtgenoot werd begeleid op de piano of het orgel. Ze traden ook op onder de synoniemen Patsy Hunter, Catjuice Charlie, Kid Wilson, Jenkins, Socks en Sox Wilson.
Grant en Wilson traden en namen ook op onder de namen Kid & Coot resp. Hunter & Jenkins met de jazzmuzikanten Fletcher Henderson, Mezz Mezzrow, Sidney Bechet en Louis Armstrong, en waren te gast in muziekkomedies, reizende shows en revues. In 1933 hadden ze een optreden in de film The Emperor Jones met Paul Robeson. Tussen 1925 en 1938 ontstond een reeks plaatopnamen voor Paramount Records, Cameo Records en Decca Records, waaraan buiten de genoemde muzikanten ook Charlie Green, Charlie Dixon, Buster Bailey, Joe 'Fox' Smith, Blind Blake, Tiny Parham, Jimmy Blythe, Porter Grainger, Eddie Lang, Lonnie Johnson, Sam Price en Teddy Bunn meewerkten.
Grant blijft ook herinnerd door haar activiteiten als songwriter. Het paar schreef samen ongeveer 400 songs, waaronder Gimme a Pigfoot van de blueszangeres Bessie Smith. Verdere bekende nummers waren Dem Socks Dat My Pappy Wore en Throat Cutting Blues. Grant nam in 1926 onder eigen naam enkele countrybluesnummers op met de gitarist Blind Blake.
Midden jaren 1930 verminderde het succes van het paar, maar er kwamen nog opnamen in 1938. Mezz Mezzrow haalde beiden eind 1947 in de studio, toen hij met hen materiaal voor zijn eigen label King Jazz opnam (Breathless Blues, Really the Blues). Grant bleef optreden nadat haar echtgenoot zich in 1948 terugtrok uit de muziekbusiness.

## Overlijden
Coot Grant overleed in december 1970 op 77-jarige leeftijd.

## Discografie
- Coot Grant & Kid Wilson: Complete Recorded Works, Vol. 1 (1925-1928)
- Coot Grant and Kid Wilson Vol. 2 (1928–1931)
- Coot Grant and Kid Wilson Vol.3 (1931-1938) (Document Records)
- Louis Armstrong and the Blues Singers 1924-1930 (Affinity)
- Mezz Mezzrow 1947 (Classics) resp. King Jazz, Vol. 2 (GHB, 1946/1947)

- Bibliothèque nationale de France: cb13939556x (data)
- Gemeinsame Normdatei: 1112611738
- International Standard Name Identifier: 0000 0000 0093 6256
- Library of Congress Control Number: n95042113
- MusicBrainz: 053a7297-7049-4d59-ac5e-0a66614736ac
- Nationale Bibliotheek van Israël: 987007411177505171
- Virtual International Authority File: 42029901